# Maleszyna
Maleszyna – przysiółek wsi Wierbka w Polsce, położony w województwie śląskim, w powiecie zawierciańskim, w gminie Pilica.
W latach 1975–1998 przysiółek administracyjnie należał do województwa katowickiego.